# Hrabstwo Upshur (Wirginia Zachodnia)
Hrabstwo Upshur (ang. Upshur County) – hrabstwo w stanie Wirginia Zachodnia w Stanach Zjednoczonych. Obszar całkowity hrabstwa obejmuje powierzchnię 354,86 mil² (919,08 km²). Według szacunków United States Census Bureau w roku 2010 miało 24 254 mieszkańców.
Hrabstwo powstało w 1851 roku. 

## Miasta

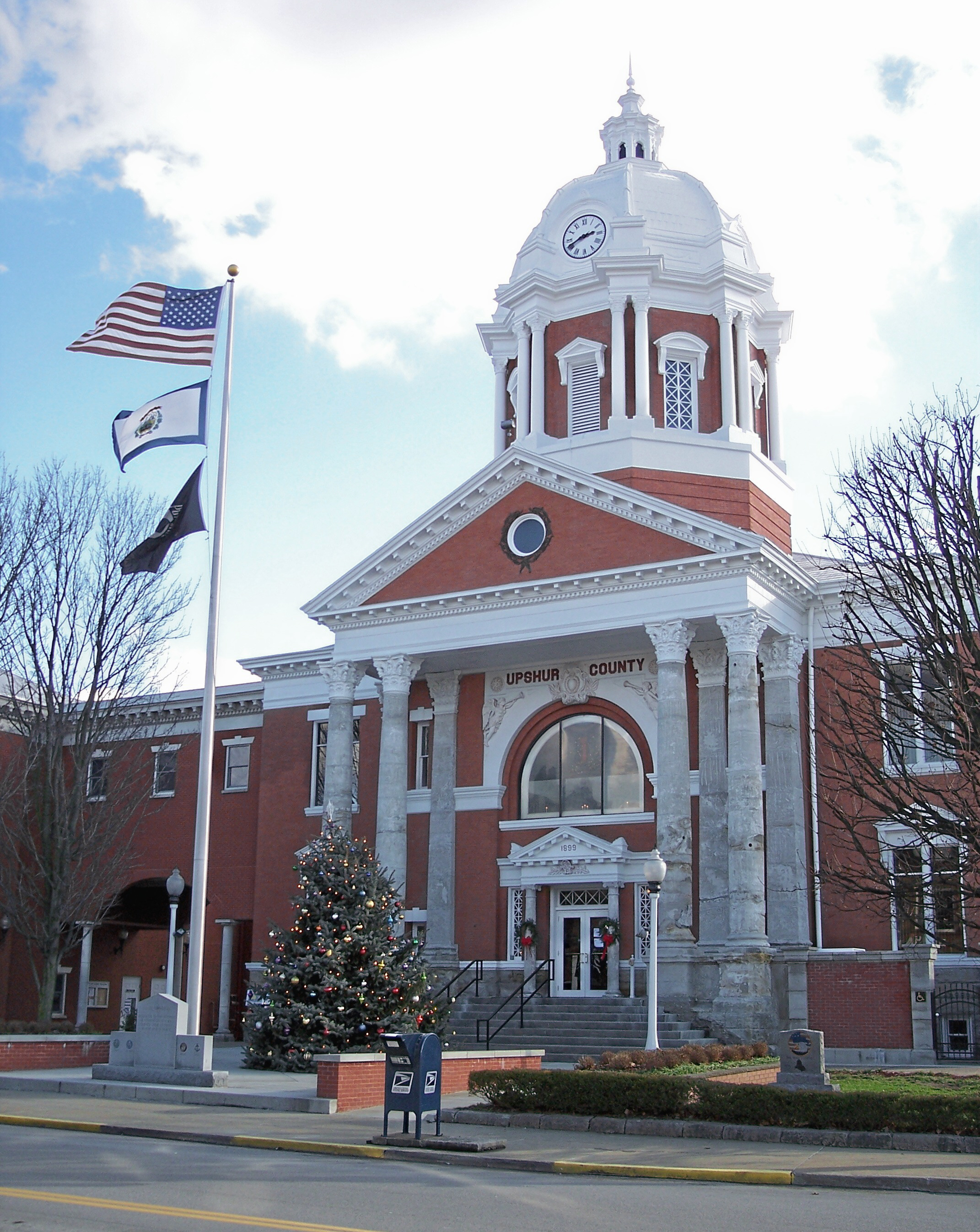
Budynek administracji (courthouse) w Buckhannon

- Buckhannon[4]

| Populacja hrabstwa w poprzednich latach | Populacja hrabstwa w poprzednich latach |
| Rok                                     | Liczba ludności                         |
| --------------------------------------- | --------------------------------------- |
| 1980                                    | 23 541                                  |
| 1990                                    | 22 867                                  |
| 2000                                    | 23 404                                  |
| 2010                                    | 24 254                                  |